# Colin Jost
Colin Kelly Jost (New York, 29 giugno 1982) è un comico e attore statunitense.
È uno sceneggiatore del Saturday Night Live dal 2005. È stato anche da capo-scrittore tra il 2012 e il 2015 e, successivamente, dal 2017 al 2022. Dal 2014 è entrato a far parte del cast come co-conduttore del segmento "Weekend Update", inizialmente assieme a Cecily Strong e dal secondo anno assieme a Michael Che.

## Biografia
Colin Jost è nato e cresciuto nel quartiere di Grymes Hill a Staten Island, New York. Ha un fratello, Casey Jost, che ha avuto un ruolo in Staten Island Summer ed è uno scrittore di "Cattivissimi Amici" (Impractical Jokers). Sua madre, Kerry J. Kelly, era il capo ufficiale medico per i vigili del fuoco della città di New York e suo padre, Daniel A. Jost, è un ex insegnante alla Staten Island Technical High School. Jost Ha frequentato la Regis High School di Manhattan, dove è stato redattore del giornale scolastico The Owl, e la Harvard University, dove è stato presidente dell'Harvard Lampoon.
È sposato con l’attrice Scarlett Johansson. Nel 2021, la coppia ha avuto il primo figlio.

### Carriera
Poco dopo la laurea ad Harvard, in cui aveva fatto parte dell'Harvard Lampoon, venne assunto come scrittore al Saturday Night Live della NBC nel 2005 a 23 anni, lo stesso anno in cui Bill Hader, Jason Sudeikis, Andy Samberg e Kristen Wiig sono stati assunti nel cast ed è ora visto come anno rivoluzionario nella storia dello show. Dal 2009 al 2012 Jost è stato promosso a supervisore degli sceneggiatori, e successivamente dal 2012 al 2014 ha affiancato Seth Meyers in quanto capo-sceneggiatore, sapendo che avrebbe successivamente dovuto prendere il posto di Meyers, che serviva da capo-sceneggiatore dal 2005 e nel 2014 avrebbe lasciato lo show per condurre il Late Show, precedentemente tenuto da David Letterman, Conan O'Brien e Jimmy Fallon. Jost ha servito come solo capo sceneggiatore nel 2015 e successivamente come co-capo sceneggiatori assieme a Michael Che dal 2017 al 2022. 
Dal marzo 2014 ha sostituito Seth Meyers come co-conduttore del segmento di falso notiziario "Weekend Update", inizialmente assieme a Cecily Strong e da settembre assieme a Michael Che. Dal 2021 Jost detiene il record del più longevo conduttore del "Weekend Update", sia per numero di stagioni che episodi, avendo sorpassato Meyers. 
Come cabarettista, Jost è apparso nel Late Night with Jimmy Fallon e su TBS e HBO. È stato selezionato come "New Face" al festival Montréal Just for Laughs nel 2009, e da allora è apparso al Chicago Just for Laughs Festival nel 2011 e nel 2012 e al festival Montréal nel 2010 e nel 2012. Jost ha pubblicato tre pezzi di "Shouts and Murmurs" nella rivista The New Yorker, oltre a scrivere per The New York Times Magazine, The Huffington Post, The Staten Island Advance e Radar. Jost ha scritto la sceneggiatura del film commedia 2015 Estate a Staten Island, nel quale ha anche interpretato un ruolo minore. Ha inoltre avuto un ruolo secondario anche nel film Single ma non troppo. Alla fine del 2018, Jost e il quarterback dei Green Bay Packers Aaron Rodgers sono apparsi in una campagna pubblicitaria per Izod.

#### World Wrestling Entertaiment
Il 4 marzo 2019, Colin Jost assieme a Michael Che è apparso in un episodio di Raw, ed entrambi sono stati scelti dalla commissioner di tale roster Stephanie McMahon come corrispondenti di WrestleMania 35. Nella stessa serata Jost è stato afferrato dal wrestler Braun Strowman, intenzionato ad attaccarlo, che ha poi detto allo stesso Jost che l'avrebbe aspettato a WrestleMania 35. Nella puntata di Raw del 25 Marzo, Colin Jost e Michael Che hanno accettato la sfida di Braun Strowman, e in un video messaggio hanno annunciato la loro partecipazione all'André the Giant Memorial Battle Royal di WrestleMania 35. Il 7 aprile, nel kick-off di WrestleMania 35, è stato l'ultimo partecipante ad essere eliminato da Braun Strowman nell'André the Giant Memorial Battle Royal.

## Filmografia

### Cinema
- Estate a Staten Island (Staten Island Summer), regia di Rhys Thomas (2015)
- Single ma non troppo (How to Be Single), regia di Christian Ditter (2016)
- Tom & Jerry, regia di Tim Story (2021)
- Il principe cerca figlio (Coming 2 America), regia di Craig Brewer (2021)
- Fly Me to the Moon - Le due facce della Luna (Fly Me To The Moon), regia di Greg Berlanti (2024)

### Televisione
- Saturday Night Live – sketch comedy show, 180 episodi (2005-in corso)

## Doppiatori italiani
Nelle versioni in italiano delle opere in cui ha recitato, Colin Jost è stato doppiato da:
- Flavio Aquilone ne Il principe cerca figlio
- Emanuele Ruzza in Tom & Jerry